# ドゥジャイル
ドゥジャイルまたはアッ・ドゥジャイル（アラビア語: الدجيل, ラテン文字転写: ad-Dujail）は、イラク北部にあるシーア派の小さな町。座標は北緯33°51′東経44°14′。首都バグダードから北方64kmに位置しており、約1万人の住民がいる。

## 暗殺計画と報復
ドゥジャイルは、1982年7月8日に起きたイラクの元大統領サッダーム・フセインに対する暗殺未遂事件で有名。町はシーア派ダアワ党の根拠地だった。ダアワ党とは、フセイン元大統領と対イラン戦争とに反対していた一派である。
サッダーム・フセインは、対イラン戦でイラクに貢献した者を称える演説をするため、この町を訪問しようとしていた。フセイン元大統領の自動車パレードが町の中央を通り抜けている途中、パレードは1名ないし数名のダアワ党員によって襲撃された。それから銃撃戦が3時間ほど続いたが、フセイン元大統領は無傷だった。
伝えられるところによるとサッダーム・フセインは、この町に対して報復攻撃を行うよう秘密警察と軍隊に命令したとされている。命令は実行された。
町に住む合計150人の男性が、武力攻撃で殺されるかあるいは処刑された。殺された者の中には13歳の少年もいた。生き残った1500人もまた、砂漠の収容所に投獄され拷問にかけられた。その多くは女子供だった。フセイン政権はこの町を破壊し、それから程なく町を再建した。上記の懲罰に加えて、1000 km²の農地が破壊された。農地の復旧は10年後に許されただけだった。
2005年10月19日、このドゥジャイル報復事件の裁判が始まり、サッダーム・フセインを含む8名が告訴された。
現在30代になっているドゥジャイルの住人の1人が回想している。「彼らは私に目隠しを掛けた。しかし私は非常に若かったので、目隠しは下がり続けていた。」そして彼は、バグダードの拘置所で目撃した。「血液と髪にまみれたすりこぎのような機械、それが私の見たドゥジャイルから来た人々の体だった。」
このような被害にもかかわらず、近年は治安の悪化、水道、電気など公共サービスやインフラ整備の不足の不満によりドゥジャイル住民の間にはサッダームの統治を懐かしむ声が広がっている。